# Gypsophila venusta
Gypsophila venusta är en nejlikväxtart. Gypsophila venusta ingår i släktet slöjor, och familjen nejlikväxter.

## Underarter
Arten delas in i följande underarter:
- G. v. staminea
- G. v. venusta